# Hollis Price
Hollis Price  (New Orleans, Luisiana, Estados Unidos, 29 de octubre de 1979) es un exjugador de baloncesto estadounidense. Con 1.86 metros de estatura, jugaba en el puesto de  Base.

## Carrera
Este base de 1.86 metros y 77 kilos comenzó su carrera en la temporada 1998- 99 en el instituto de su ciudad natal, New Orleans, La. (St. Augustine HS), con unos números que ya retrataban su potencial talento: 25.6 puntos, 5.3 rebotes y 6.2 asistencias por partido. La siguiente campaña ya jugó en la NCAA con Oklahoma, donde permaneció hasta la 2002- 03 pudiendo disputar la Final Four de dicha competición en 2002; sus números fueron en claro ascenso cada temporada hasta que en la última acreditó en 34 partidos un promedio de 18, puntos, 2.7 rebotes y 2.8 asistencias.
En la campaña 2003- 2004 dio el salto a Europa fichando por el Le Mans Sarthe Basket, con el que ofreció muy buenas prestaciones tanto en la Uleb Cup (11.5, 2.6rpg y 3.6) como en la liga francesa (13.4, 3.1 y 5.4). Similares números exhibió en su segunda temporada en el Le Mans, por lo que la pasada campaña se enroló en las filas del Alba Berlín, su empujón definitivo en el continente europeo. En 10 encuentros de la ULEB Cup ostentó porcentajes de 12.9 en puntos, 3.6 en rebotes y 3 en asistencias, mientras que en la liga disputó 42 partidos con un promedio de 15, 3.6 y 4.9. y 41% de acierto en triples.

## Clubes
- Le Mans (2003-2005)
- ALBA Berlin (2005-2006)
- Cajasol Sevilla (2006-2007)
- Lietuvos Rytas (2007-2008)
- Dynamo Moscow (2008-2009)
- Olimpia Milano (2009-2010)
- Artland Dragons (2010)
- ALBA Berlin (2010-2011)